# Smithfield (Carolina del Nord)
Smithfield è una città degli Stati Uniti d'America situata nella Carolina del Nord, nella Contea di Johnston, della quale è anche il capoluogo.
Qui nacque la celebre diva del cinema Ava Gardner.